# Thaumastoptera (Thaumastoptera) stuckenbergi
Thaumastoptera (Thaumastoptera) stuckenbergi is een tweevleugelige uit de familie steltmuggen (Limoniidae). De soort komt voor in het Afrotropisch gebied.